# Анна Острозька
Анна Острозька з Костків (також Анна де Штанґенберґ, де Штемберґ; 26 травня 1575 — 6 листопада 1635) — княгиня гербу Домброва, волинська воєвода.

## Біографія
Донька Яна Костки та його дружини Зофії Одровонж. Швидко стала сиротою: у 5 років померла матір, наступного року — батько. Згідно із заповітом перебувала під опікою брата Яна Костки. Після несподіваної смерті брата була під опікою стрийка Кшиштофа Костки.
У 19 років вийшла заміж за князя Олександра Острозького. Разом з чоловіком мешкала в замку Ярослава. 1606 року викупила у сестри другу половину міста. Після смерті чоловіка вела релігійне життя. Наприклад, 1604 року купила одяг для учнів місцевого колегіуму єзуїтів. Намагалася навернути синів у католицизм.
1612 року за її сприяння було відновлено парафію РКЦ в місті Каньчуга.
Зафундувала бурсу при колегіумі. Подарувала єзуїтам фільварки у Тивонії, Лазах, Птегорці, також дала гроші на купівлю села Ловце. Запросила до Ярослава монахинь-бенедиктинок. Підтримувала утворення колегіуму у Замості. 1633 року подарувала костелу св. Яна срібну фігуру святого Ігнація, зроблену в Аугсбурзі. 1 лютого 1634 року написала заповіт, в якому вказала, що її потрібно поховати у костелі св. Яна.
30 або 31 жовтня 1635 року після тривалої хвороби померла у Ярославі. У різних джерелах вказується різна дата смерті. Всього є 3 дати, які припадають на вересень-листопад 1635 року. Також є 3 різні дати поховання: 2 січня, 7 січня, або 12 січня 1636. Поховання проводив познанський єпископ Анджей Шолдрський (за іншою версією, поховальна церемонія відбувалась під керівництвом єпископа перемишльського Анджея Ґроховського 7-9 січня 1636 року)). Тіло княгині було поховано у крипті св. Хреста в костелі св. Яна у скляній труні, поміщеній в алебастровий саркофаг (гріб був знищений після скасування ордену єзуїтів), серце — у крипті монастиря бенедектинок.

### Діти
У шлюбі з Олександром Острозьким народилось восьмеро дітей:
- Софія
- Адам Константин (Олександр)
- Христофор — помер між 1605 і 1608 рр.
- Януш Павло
- Олександер — помер між 1605 і 1608 рр.
- Василь — помер між 1605 і 1608 рр.
- Анна Алоїза
- Катерина.

Синів схилила до переходу на католицизм, навчала їх спочатку в Ярославському колегіумі єзуїтів, потім за кордоном. Померли рано, були пишно поховані в ярославській колегіаті.